# 瓦錫蘭-蘇爾壽RTA96-C型發動機
	瓦錫蘭-蘇爾壽RTA96-C型發動機（芬蘭語：Wärtsilä-Sulzer RTA96-C）是由芬蘭製造商瓦錫蘭設計的二行程循環渦輪增壓低速柴油發動機。它專為使用重質燃料油的大型集裝箱船而設計。其最大的14缸版本高13.5米，長26.59米，重2300多噸，可提供80,080千瓦特（107,389匹馬力） 。此發動機為世界上最大的往復式引擎。

## 外部連結
- Wärtsilä.com （页面存档备份，存于）
- Wärtsilä RT-flex96C / RTA96C （页面存档备份，存于）
- The Most Powerful Diesel Engine in the World, Todd Walke
- Gallery of 8 images （页面存档备份，存于）